# طمي

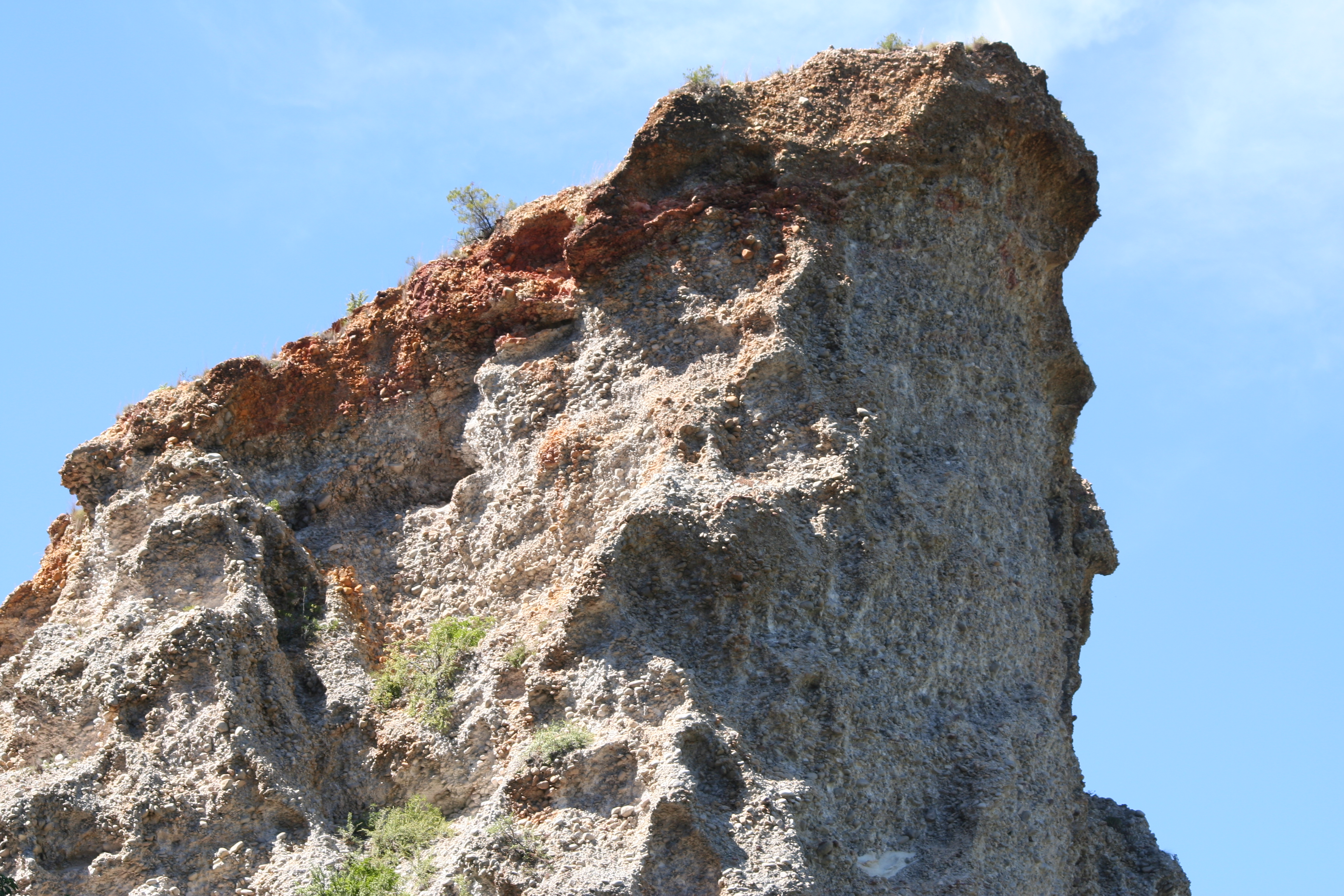
رواسب الطمي بوادي جامتوس في جنوب أفريقيا

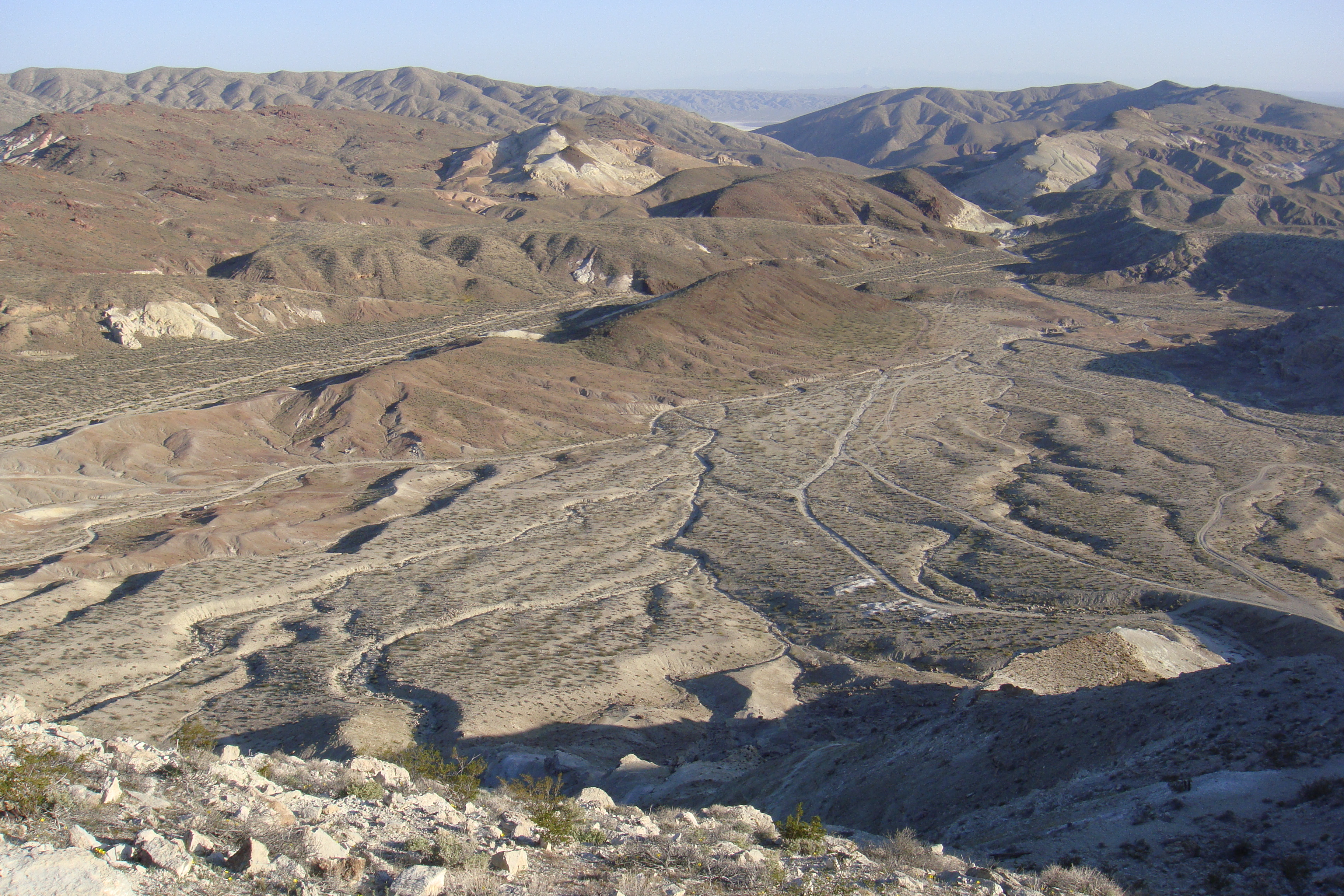
سهل طميي في ريد روك كانيون ستيت بارك

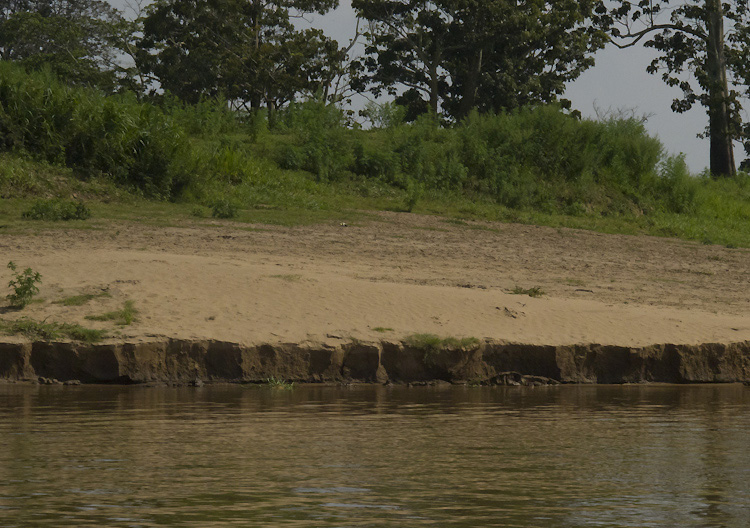
رواسب نهرية طميية في حوض نهر الأمازون قرب أوتازيس بالبرازيل. الرواسب الموسمية شديدة الخصوبة ولولاها ما كانت زراعة الكفاف في حوض نهر الأمازون على ضفتي النهر.

الطمي أو الغِرْيَن أو الغَرين (بالإنجليزية: Alluvium)‏ هي تربة أو راسبات مفككة وغير متصلدة (ليست متماسكة في صورة صخور صلدة) تآكلت أو تغيرت نوعًا ما بفعل المياه ثم ترسبت من جديد في مناطق غير بحرية. ودائمًا ما يتكون الطمي من مجموعة متنوعة من المواد منها جسيمات الطمي والصلصال الدقيق وجسيمات الرمال والحصى الأكبر قليلاً. وعندما تترسب تلك المواد الطميية أو تتجمع في وحدات صخرية أو تصبح متصخرة فإنها تسمى الرواسب الطميية.

## التعريفات
ولا يقتصر إطلاق مصطلح «الطمي» على الحالات التي تكون الرواسب فيها نتيجة لعملية جيولوجية أخرى معلومة بالتحديد. ومن هذا (على سبيل المثال لا الحصر): رواسب البحيرات (بحيري)، أو رواسب الأنهار (نهري) أو الرواسب المشتقة من الجليد (طفل جليدي). وليس شرطًا أن يطلق على كل الرواسب التي تتكون و / أو تترسب في الأنهار أو المجاري المائية الدائمة مصطلح الطمي.

## العمر
أغلب الطمي - إن لم يكن كله - (من العصر الرباعي) من الطمي الناشئ وغالبًا ما يطلق عليه «غطاء» لأن هذه الترسبات تخفي تحتها صخور القاعدة. ودائمًا ما تجد أن أغلب المواد الرسوبية غير المتصخرة التي تملأ حوض النهر («حشو الحوض») يشار إليها جميعًا بكلمة طميي.

## الخامات
قد يحتوي الطمي على كثير من الخامات مثل الذهب والبلاتينيوم ومجموعة كبيرة من الأحجار الكريمة. ومثل هذه التركيزات هي خامات قيِّمة تعرف باسم الرواسب المكيثة.

## وصلات خارجية
- Chisholm, Hugh, ed. (1911). "Alluvium" . Encyclopædia Britannica (بالإنجليزية) (11th ed.). Cambridge University Press.